# Roberto di Molesme

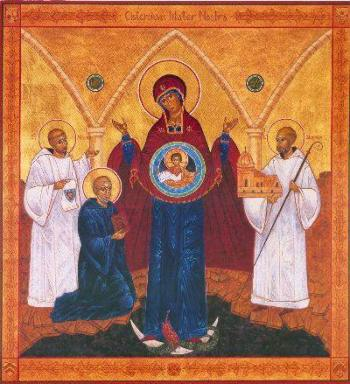
I tre fondatori dell'Abbazia di Cîteaux: Santo Stefano Harding, San Roberto di Molesme e Sant'Alberico di Cîteaux.

Roberto di Molesme (in francese Robert de Molesme; 1028 circa – Molesme, 17 aprile 1111) è stato un monaco benedettino, uno dei fondatori dell'Ordine dei Cistercensi. È venerato come santo dalla Chiesa cattolica.

## Biografia

### Primi anni
Nacque attorno al 1028 cadetto in una ricca famiglia della regione dello Champagne, forse nella cittadina di Troyes. I suoi nobili genitori avevano nome di Ermengarda e Teodorico ed appartenevano molto probabilmente alla famiglia dei Conti di Tonnerre e della casata di Rainaldo, visconte di Beaune. La vocazione arrivò dopo una grande carestia che aveva colpito quella regione della Francia: il giovane Roberto rimase folgorato dal modo in cui i monaci donavano tutto quello che avevano, arrivando alcune volte fino alla morte per stenti. A lui, destinato alla vita da cavaliere di Champagne, quella parve la più alta forma di nobiltà. Vinte le resistenze paterne, ancora molto giovane, aveva solo quindici anni, nel 1043 iniziò il suo noviziato nell'abbazia benedettina di Montier-la-Celle, non lontano da Troyes. Qui poco dopo il 1053 divenne il priore dell'abbazia.

### Abate cluniacense
Nel 1068 fu eletto abate dell'abbazia di Saint-Michel, a Tonnerre, un'abbazia di osservanza cluniacense, situata nella diocesi di Langres. Probabilmente, ma non si hanno dati certi, intendeva riformare la disciplina e introdurre una più stretta osservanza religiosa. Comunque forse deluso per le resistenze incontrate, abbandonò il servizio abbaziale per ritornare nuovamente a Montier-la-Celle come semplice monaco. 
La sua permanenza nell'abbazia dove aveva emesso i propri voti, fu però breve, poiché nel 1072 fu fatto priore a Saint-Ayoul, un priorato situato presso Provins nell'arcidiocesi di Sens, dipendente dall'abbazia di Montier-le-Celle. Anche qui trovò difficoltà e dovette lasciare presto.

### Molesme
Infatti poco dopo, nel 1074, si ritirò con alcuni eremiti nella foresta di Collan, presso Châtillon-sur-Seine; essi lo avevano cercato per la sua fama di essere una guida zelante. Con questi eremiti decise di fondare un monastero a Molesme nel dicembre 1075, dopo aver ottenuto l'autorizzazione da papa Gregorio VII e la donazione di un terreno ben adatto da parte di Ugo, Signore di Maligny.
Roberto a questo punto aveva una notevole esperienza di vita monastica; egli era più portato per la rigida vita eremitica piuttosto che per la vita monastica cluniacense, ispirato forse anche dalla conoscenza della vita dei Padri del deserto. Il monastero di Molesme aveva queste caratteristiche cioè essere in equilibrio tra l'osservanza cluniacense e la vita eremitica. Il monastero in breve tempo attirò molte vocazioni e donazioni di aristocratici, tanto che si svilupparono molte fondazioni dipendenti, che nel 1100 arrivarono al numero di circa quaranta, in dodici diocesi, anche se diverse di queste erano semplici eremitaggi.
Nel 1082 Molesme attrasse anche San Bruno e i suoi seguaci, che poco dopo si portarono verso le montagne di Grenoble dove fondarono l'Ordine Certosino.
Nel 1090 Roberto, probabilmente non soddisfatto dallo stile di vita che si era lentamente instaurato, si staccò da Molesme desiderando una vita ancora più simile agli eremiti. Infatti si unì ad Aux presso Riel-les-Eaux ad un gruppo di anacoreti.
I monaci di Molesme dopo poco tempo lo reclamarono come loro abate, poiché si erano accorti che non potevano fare a meno delle capacità di guida di Roberto. Egli tornò a Molesme.
Molesme non ebbe nessuna decadenza morale, poiché al contrario le vocazioni aumentavano, ma con il tempo il monastero aveva ricevuto enormi donazioni e benefici ecclesiastici ed inoltre il notevole afflusso di vocazioni comportava maggiori problemi per l'affollamento; questo faceva di Molesme un ordine analogo ai tanti che erano già presenti, come i benedettini cluniacensi, dai quali originariamente ci si voleva distinguere. Gli impegni pratici avevano con il tempo soverchiato gli aspetti spirituali. Roberto invece desiderava una vita più povera e semplice, al servizio di Dio. Si determinarono quindi contrasti tra i monaci più portati agli aspetti pratici e Roberto ed i suoi seguaci, che richiamando l'integrità della regola di San Benedetto, difendevano una maggiore austerità di vita.

### Fondazione di Citeaux
Nell'autunno 1097 Roberto con alcuni dei monaci che condividevano con lui l'esigenza di un cambiamento, si decisero a fondare un nuovo monastero. Per questo andarono dall'arcivescovo di Lione, Ugo de Die, legato pontificio in Francia e uno dei più attivi sostenitori della riforma gregoriana, per chiederne l'autorizzazione. La motivazione principale che Roberto e con lui i suoi monaci tra i quali Alberico e Stefano Harding, ponevano, era la scarsa osservanza della regola di San Benedetto.
L'arcivescovo diede la sua benedizione, mentre il vescovo di Langres, Roberto, non sembra che fosse stato direttamente coinvolto. A Molesme si elesse un nuovo abate, un certo Goffredo, ed i monaci si sentirono più sollevati per la dipartita degli intransigenti.
Nei primi mesi del 1098 Roberto e 21 monaci si preparavano a portarsi nel "Nuovo Monastero" su un terreno donato da un suo parente: il visconte Rainaldo di Beaune. Il terreno, appartenente alla diocesi di Chalon, si trovava in una zona boschiva, ricca d'acqua e solitaria, che era chiamata Citeaux dal latino Cistercium con il significato probabile di "al di qua della terza pietra miliare" cioè cis tertium lapidem miliarium, lungo l'antica strada che univa Langres e Chalon-sur-Saone. 
Nei primi anni la fondazione si chiamava "Nuovo Monastero" e solo in seguito acquisì il nome di Citeaux. La tradizionale data di fondazione è il 21 marzo 1098. In quell'anno vi cadeva insieme la festa di San Benedetto e la Domenica delle Palme.

### Ritorno a Molesme
Nel frattempo però a Molesme le cose non andavano bene. I monaci decisero di far tornare Roberto interpellando direttamente papa Urbano II. Questi affidò la decisione all'arcivescovo Ugo di Lione, legato pontificio, suggerendo che, se possibile, Roberto lasciasse la solitudine per l'abbazia.
Ugo convocò un consiglio di vescovi e uomini influenti a fine giugno del 1099 a Port-d'Anselle per prendere la decisione finale. Il vescovo di Langres prese le difese di Molesme, e Goffredo diede le dimissioni da abate. Si decise quindi che solo Roberto era obbligato a tornare a Molesme mentre gli altri monaci erano liberi di tornare se lo volessero.
Roberto si sottomise alla decisione e tornò a Molesme nell'estate del 1099, dove rimase come abate fino alla sua morte, avvenuta all'età di 83 anni. 
A Citeaux gli era succeduto Alberico mentre Stefano Harding era divenuto priore.

## Culto
Dopo la morte ebbe una profonda venerazione dal popolo. Fu canonizzato nel 1220 da papa Onorio III. La sua memoria liturgica viene celebrata secondo il calendario cistercense il 29 aprile, mentre il calendario della Chiesa cattolica lo festeggia il 17 aprile.